# Kiggalu, Madikeri
Kiggalu là một làng thuộc tehsil Madikeri, huyện Kodagu, bang Karnataka, Ấn Độ.